# Октябрь (группа)
Группа «Октябрь» (Всероссийское объединение работников новых видов художественного труда «Октябрь») — художественное объединение, созданное в октябре 1928 года в Москве под официальным названием «Всероссийское объединение работников новых видов художественного труда „Октябрь“». Согласно своему уставу, «Октябрь» объединил «передовых художников, производственников в области архитектуры, индустриальных искусств, кинематографии, фотографии, живописи, графики и скульптуры, способных подчинить свою творческую деятельность конкретным потребностям пролетариата в области идеологической пропаганды, производства и оформления коллективного быта с целью поднятия культурно-идеологического уровня трудящихся». В 1932 году после выхода Постановления ЦК ВКП(б) «О перестройке литературно-художественных организаций» объединение «Октябрь» прекратило своё существование, после чего деятельность бывших участников объединения продолжилась в рамках других художественных организаций и проектов того времени.

## Деятельность группы
Согласно уставу, объединение имело филиальную структуру. Его возглавляло правление, находящееся в Москве. Предполагалось также появление отделений на территории всего РСФСР. Высшим руководящим органом назначался Всероссийский съезд объединения, а исполнительным органом — правление объединения.
Первоначально в объединение входили архитекторы, художники, кинорежиссёры (А. Веснин, В. Веснин, И. Маца, А. Дейнека, Г.Клуцис, Д. Моор, С. Эйзенштейн, М. Гинзбург и другие), а также мастера советской фотографии, новаторы Александр Родченко, Борис Игнатович, Борис Кудояров, А. Шишкин, В. Грюнталь, Елизар Лангман, Дмитрий Дебабов, Павел Новицкий и сестры Бориса Игнатовича: Ольга, Аркадия и Елена). В журнале «Советская архитектура» в 1928 году была опубликована декларация «Октября», в тексте которой утверждалась приверженность новому пролетарскому искусству, в том числе новым формам — кино, фотографии, полиграфии и архитектуре. Впоследствии эта декларация была перепечатана в газете «Правда». Один из организаторов и руководителей фото-группы Александр Родченко, вступивший в «Октябрь» в 1929 году, выступал с новаторской программой фотосъемки:
«Я думаю, выбора нет. 

Не лгите! 
Снимайте и снимайте! 
Фиксируйте человека не одним „синтетическим“ портретом, а массой моментальных снимков, сделанных в разное время. 
Пишите правду. 
Цените все настоящее и современное.» 

(А. Родченко, «Новый ЛЕФ», 1928 год).
В марте 1928 года в бывшем музее Красной армии состоялась выставка «Советская фотография за десять лет», обозначившая идеологический разлом между представителями современного фотоискусства и фоторепортёрами.
В мае 1931 года в Московском Доме Печати состоялась выставка группы «Октябрь», где Родченко выставил ряд своих знаменитых фотографий — снятые с нижней точки «Пионерку» и «Пионера-трубача», а также серию динамичных кадров «Лесопильный завод Вахтан». Эти и другие произведения с выставки стали мишенью для разгромной критики и обвинения в формализме и нежелании перестраиваться в соответствии с новыми задачами на страницах журнала «Пролетарское фото».

## Публикации
- Павел Новицкий «ИЗОФРОНТ, Классовая борьба на фронте пространственных искусств»(Сборник статей группы «Октябрь»), ОГИЗ-ИЗОГИЗ 1931 г.
- Журнал «Пролетарское фото» № 1, 1931 год (отзывы о майской выставке 1931 г.)